# Nędza Wąskotorowa
Nędza Wąskotorowa – nieczynna wąskotorowa stacja kolejowa w Nędzy zlokalizowana w kilometrze 55,0 linii kolejowej Bytom Karb Wąskotorowy – Markowice Raciborskie Wąskotorowe Górnośląskich Kolei Wąskotorowych. W latach 1902–1945 odcinek, na którym znajduje się ta stacja, był częścią kolei Gliwice Trynek – Rudy – Racibórz na linii Gliwice – Racibórz. Została otwarta w 1902 roku, a zamknięta dla ruchu pasażerskiego (zawieszenie kursowania pociągów pasażerskich) w roku 1966. W 1945 roku rozebrano tory kolejowe, które odbudowano dopiero po kilku latach. Budynek dawnej stacji zachował się do dziś.